# Ottawa-Sud (circonscription provinciale)
Ne doit pas être confondu avec Ottawa-Sud ou Vieil Ottawa-Sud.
Circonscription électorale provinciale du Canada
Ottawa-Sud ((en) Ottawa South) est une circonscription provinciale de l'Ontario située dans la ville d'Ottawa. La circonscription a été créée avant l'élection provinciale de 1926, et elle n'avait pas les mêmes frontières que la circonscription fédérale qui porte le même nom.
Le siège de la circonscription Ottawa-Sud est présentement détenu par le libéral John Fraser, élu lors d'une élection partielle organisée à la suite de la démission de Dalton McGuinty, également ancien Premier ministre de l'Ontario, de 2003 à 2013.

## Géographie
La circonscription comprend un district d'Ottawa au sud de la rivière Rideau.
Les circonscriptions limitrophes sont Ottawa-Ouest—Nepean, Ottawa-Centre, Ottawa—Vanier, Orléans, Carleton et Nepean.

## Historique
La circonscription fut créée en 1926, avant l'élection générale. Ce n'est cependant pas avant l'élection générale 1999 que la circonscription ait les mêmes frontières que la circonscription fédérale.
| Législature                                     | Années        | Député                 | Député                 | Parti                     |
| ----------------------------------------------- | ------------- | ---------------------- | ---------------------- | ------------------------- |
| Ottawa-Sud Circonscription issue d'Ottawa-Ouest |               |                        |                        |                           |
| 17e                                             | 1926-1929     |                        | Thomas Birkett         | Conservateur              |
| 18e                                             | 1929-1934     | Arthur Ellis           |                        | Conservateur              |
| 19e                                             | 1934-1937     | Arthur Ellis           |                        | Conservateur              |
| 20e                                             | 1937-1943     |                        | George Dunbar          | Progressiste-conservateur |
| 21e                                             | 1943-1945     |                        | George Dunbar          | Progressiste-conservateur |
| 22e                                             | 1945-1948     |                        | George Dunbar          | Progressiste-conservateur |
| 23e                                             | 1948-1951     |                        | George Dunbar          | Progressiste-conservateur |
| 24e                                             | 1951-1955     |                        | George Dunbar          | Progressiste-conservateur |
| 25e                                             | 1955-1959     |                        | George Dunbar          | Progressiste-conservateur |
| 26e                                             | 1959-1963     | Irwin Haskett          |                        | Progressiste-conservateur |
| 27e                                             | 1963-1967     | Irwin Haskett          |                        | Progressiste-conservateur |
| 28e                                             | 1967-1971     | Irwin Haskett          |                        | Progressiste-conservateur |
| 29e                                             | 1971-1975     | Claude Bennett         |                        | Progressiste-conservateur |
| 30e                                             | 1975-1977     | Claude Bennett         |                        | Progressiste-conservateur |
| 31e                                             | 1977-1981     | Claude Bennett         |                        | Progressiste-conservateur |
| 32e                                             | 1981-1985     | Claude Bennett         |                        | Progressiste-conservateur |
| 33e                                             | 1985-1987     | Claude Bennett         |                        | Progressiste-conservateur |
| 34e                                             | 1987-1990     |                        | Dalton McGuinty (père) | Libéral                   |
| 35e                                             | 1990-1995     | Dalton McGuinty (fils) |                        | Libéral                   |
| 36e                                             | 1995-1999     | Dalton McGuinty (fils) |                        | Libéral                   |
| 37e                                             | 1999-2003     | Dalton McGuinty (fils) |                        | Libéral                   |
| 38e                                             | 2003-2007     | Dalton McGuinty (fils) |                        | Libéral                   |
| 39e                                             | 2007-2011     | Dalton McGuinty (fils) |                        | Libéral                   |
| 40e                                             | 2011-2013     | Dalton McGuinty (fils) |                        | Libéral                   |
| 40e                                             | 2013-2014     | John Fraser            |                        | Libéral                   |
| 41e                                             | 2014-2018     | John Fraser            |                        | Libéral                   |
| 42e                                             | 2018-2022     | John Fraser            |                        | Libéral                   |
| 43e                                             | 2022–2025     | John Fraser            |                        | Libéral                   |
| 44e                                             | 2025–en cours | John Fraser            |                        | Libéral                   |

## Circonscription fédérale
Depuis les élections provinciales ontariennes du 4 octobre 2007, l'ensemble des circonscriptions provinciales et des circonscriptions fédérales sont identiques.